# کریستین کالسون
کریستین کالسون (انگلیسی: Christian Coulson؛ زادهٔ ۳ اکتبر ۱۹۷۸) یک هنرپیشه اهل بریتانیا است. 
از فیلم‌ها یا برنامه‌های تلویزیونی که وی در آن نقش داشته است می‌توان به هری پاتر و تالار اسرار و آنها که سرگردانند اشاره کرد.